# Orthotrichia sanya
Orthotrichia sanya är en nattsländeart som beskrevs av Martin E. Mosely 1948. Orthotrichia sanya ingår i släktet Orthotrichia och familjen smånattsländor. Inga underarter finns listade i Catalogue of Life.